# داريل رن
داريل رن (بالإنجليزية: Darryl Wren)‏ هو لاعب كرة قدم أمريكية أمريكي، ولد في 25 يناير 1967 في تلسا في الولايات المتحدة.

## وصلات خارجية
- داريل رن على موقع مرجع كرة القدم المحترفة.كوم (الإنجليزية)